# 2020年の野球日本代表
2020年の野球日本代表（2020ねんのやきゅうにほんだいひょう）では、2020年における野球日本代表（侍ジャパン）について記載する。
2019年 - 2020年 - 2021年

## 予定されていた試合・大会
2020年は、新型コロナウイルス感染症の世界的流行の影響により、日本代表の参加が予定されていたすべての大会が延期、もしくは中止された。これにより、野球日本代表が現体制になった2013年以降では初めて、すべての世代・カテゴリーで日本代表の試合が行われなかった。
当初予定されていた試合・大会は以下の通りである。

### トップチーム
- 東京2020オリンピック（ 福島、横浜、7月29日 - 8月8日）
  - 2021年7月28日 - 8月7日へ延期

### U-23
- ニカラグア強化試合（ ニカラグア 、9月21日 - 9月29日）
  - 開催の中止を決定
- 第3回 WBSC U-23野球ワールドカップ（ シウダー・オブレゴン、ロス・モチス、9月30日 - 10月9日）
  - 2021年9月24日 - 10月3日へ延期、日本は出場を辞退

### 大学
- 第30回 ハーレムベースボールウィーク（ ハーレム、6月26日 - 7月5日）
  - 開催の中止を決定
- 第1回 BFAアジア大学野球選手権（ 西安、8月15日 - 8月23日）
  - 2021年4月へ延期も、2022年に再延期

### U-18
- 第13回 BFA U-18アジア野球選手権（ 高雄、9月6日 - 9月12日）
  - 12月20日 - 12月26日へ延期、2021年4月に再延期されるも、開催の中止を決定

### U-15
- 第5回 WBSC U-15野球ワールドカップ（ ティフアナ、8月14日 - 8月23日）
  - 10月30日 - 11月8日へ延期、2021年3月13日 - 3月22日に再延期されるも、再々延期により開催未定

### U-12
- 第11回 BFA U-12アジア野球選手権（ 台南、7月12日 - 7月18日）
  - 11月1日 - 11月7日へ延期、2021年3月に再延期されるも、開催の中止を決定

### 女子
- 第9回 WBSC女子野球ワールドカップ（ モンテレイ、9月11日 - 9月20日）
  - 11月12日 - 11月21日へ延期、2021年3月1日 - 3月9日に再延期されるも、再々延期により開催時期未定